# Recreació de la batalla de Waterloo

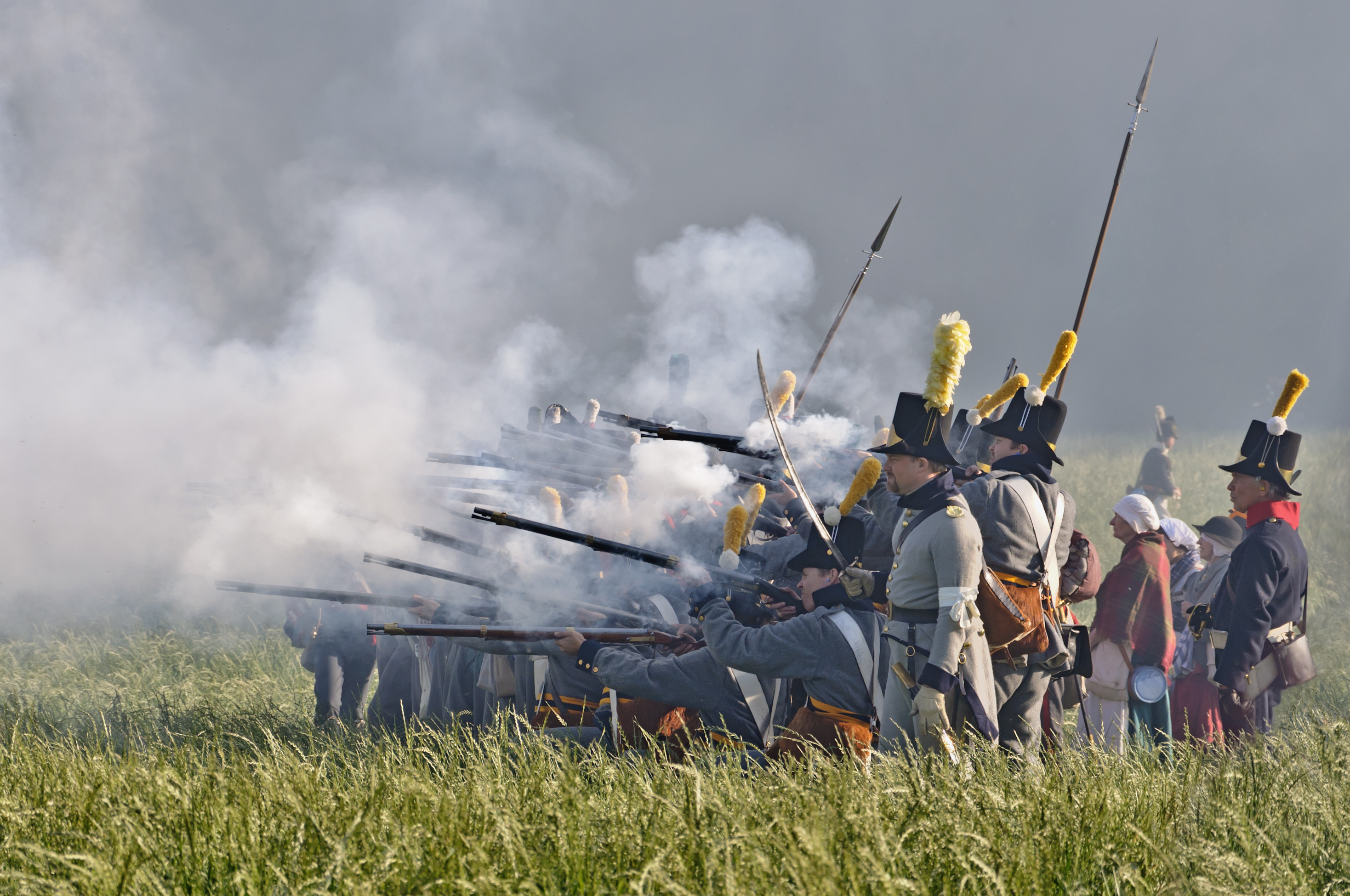
Recreació de la batalla el 2011

La recreació de la batalla de Waterloo és una recreació anual de la batalla de Waterloo (18 de juny de 1815) en el camp de batalla original de Waterloo, Bèlgica.
Se celebra cada mes de juny, el cap de setmana més proper a la data històrica de la batalla. En un any normal hi haurà 600-800 recreadors, però els aniversaris quinquennals són esdeveniments majors amb 1.500-2.000 recredors de França, Bèlgica, Holanda, Gran Bretanya, Alemanya, Polònia i Rússia.

## El bicentenari: Waterloo 2015
Un gran esdeveniment, un dels majors escenificats, es va celebrar al lloc de la batalla per commemorar el 200 aniversari de l'esdeveniment. 6.200 recreadors, 330 cavalls i 120 canons van participar en accions en un camp proper a La Haye Sainte.